# Делан, Шарлотта
Хедвиг Ловиса Шарлотта Делан (швед. Hedvig Lovisa Charlotta Deland, урождённая де Брён (швед. de Broen); 7 февраля 1807, Стокгольм, Швеция — 28 мая 1864, там же) — шведская театральная актриса.
Шарлотта де Брён родилась в актёрской семье и была знакома со многими известными фигурами в театральном мире, что принесло ей ценные контакты во время её собственной сценической карьеры. Она была дочерью актёров Исаака де Брёна и Кристины Маргареты Седерберг, управлявших театром Юргордстетерн, и падчерицей театрального руководителя Кристоффера Сванберга, у которого имелась своя собственная передвижная театральная труппа. Кроме того, Шарлотта была племянницей Карла Вильднера, который заменил её мать в Юргордстетерне.
Шарлотта училась в женской школе моды. Она дебютировала в бродячей театральной труппе своего отчима Кристоффера Сванберга в 1831 году. В том же году она вышла замуж за своего коллегу, актёра Пера Юсефа Делана, который в 1833 году создал свою театральную труппу, Шарлотта играла в её составе до 1861 года. Шарлотта была ведущей актрисой театральной труппы Делана, которая на протяжении большей части своего существования была одной из самых успешных в Швеции и Финляндии, за пределами столицы Стокгольма. Труппа регулярно гастролировала по городам Швеции (театры за пределами столицы состояли из передвижных трупп), Финляндии (где все театры в то время состояли из передвижных шведских театральных трупп), а также выступала летом в стокгольмском Юргордстетерне.
Шарлотта Делан считалась актрисой на главные роли как в трагедиях, так и в комедиях, но особо ценились её роли модных дам в популярном жанре салонных комедий.
Самой известной её ролью была, очевидно, роль Цезарины в пьесе «Kotteriet» Эжена Скриба.
В 1861 году театральная труппа была распущена, и она, её муж и их дочь Бетти Деланд устроились в Королевский драматический театр в Стокгольме.